# باله‌پنجه آمریکایی
باله‌پنجه آمریکایی (نام علمی: Heliornis fulica) نام یک گونه از تیره باله‌پنجگان است.